# Ma-3011
La Ma-3011 o Carretera de Sinéu es una carretera secundaria española situada en la isla de Mallorca, que une las poblaciones de Palma de Mallorca y Sinéu. Ésta comienza en Son Ferriol y acaba en la localidad que da nombre a la vía.
En su recorrido la carretera atraviesa las localidades de: Palma de Mallorca, Santa Eugenia, Lloret de Vista Alegre y Sinéu.
La gestión y el mantenimiento de la Ma-3011 corre a cargo del Consejo Insular de Mallorca.
- Datos: Q5988508
- Multimedia: Ma-3011 / Q5988508